# Доманский, Болеслав

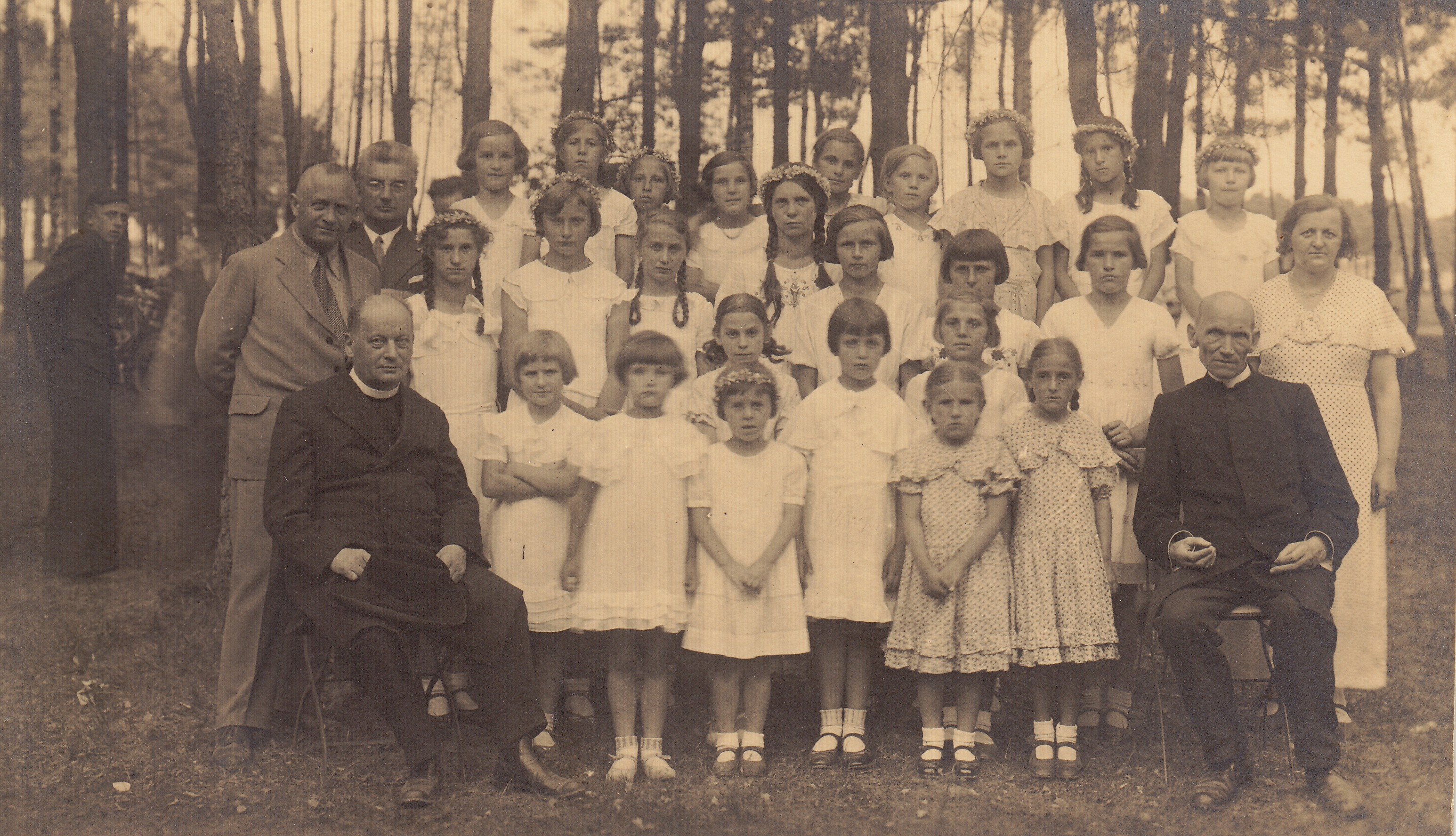
Фотография 1935 года. Болеслав Доманский сидит слева

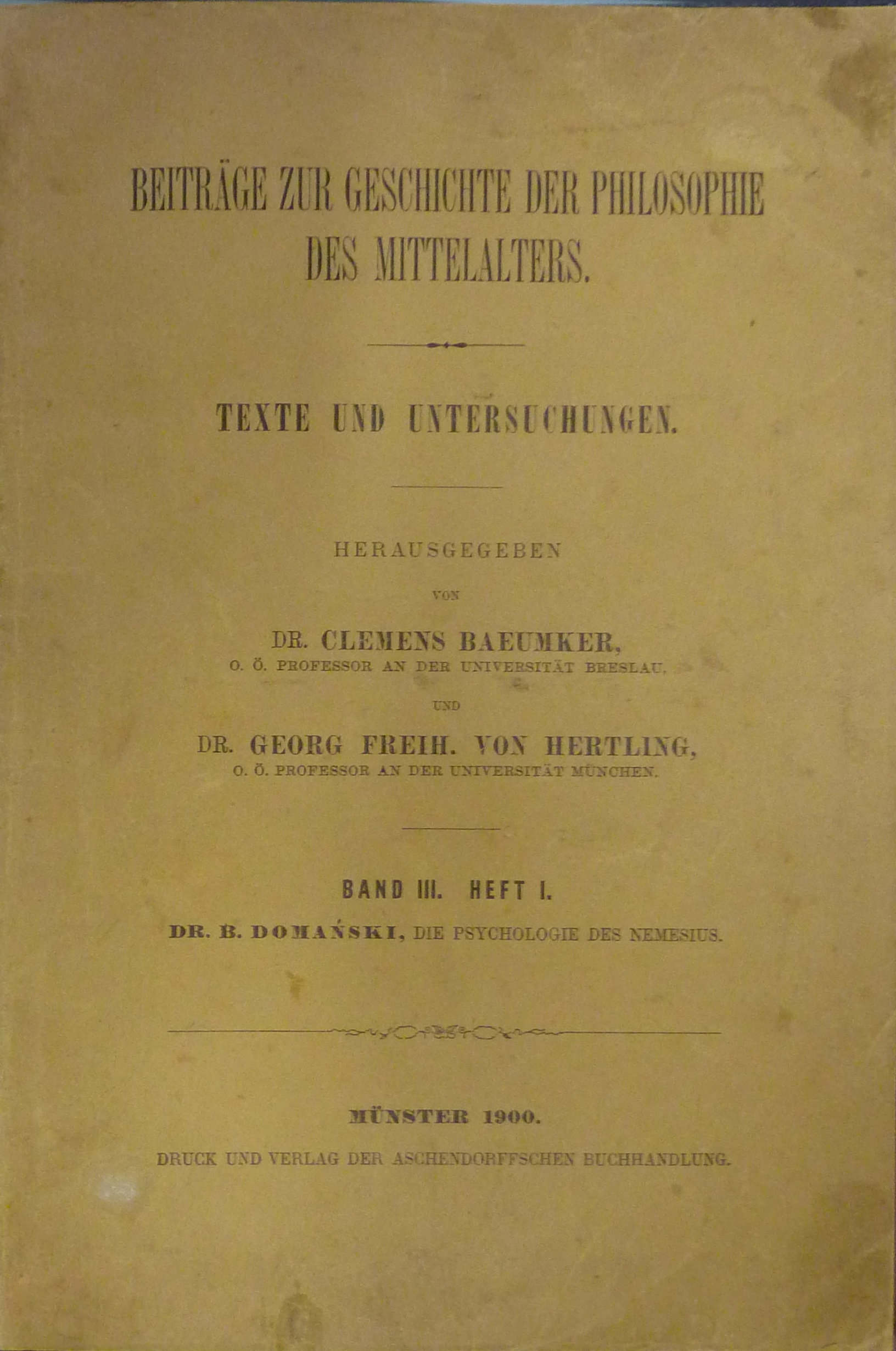
Титульная страница труда Die Psychologie des Nemesius Б. Доманского (1900)

Боле́слав Дома́нский (пол. Bolesław Domański, 14 января 1872, Пшитарня около Хойнице — 21 апреля 1939, Берлин) — польский римско-католический священник, польский общественный деятель, доктор философских наук, настоятель прихода св. Марии Магдалины в Закшеве (Крайна), активист Союза поляков в Германии.

## Биография
Болеслав Доманский был сыном Франциска и Евы (девичья фамилия — Першик). Родился в многодетной семье со старыми патриотическими традициями. Его отец был учителем и общественным деятелем, преподающим польский и кашубский языки в период разделов Речи Посполитой, а сам Болеслав Доманский был шурином учителя польской школы в Злотуве Юлиуша Зелинского.
Болеслав Доманский окончил школу «Collegium Marianum» в Пельплине. Аттестат зрелости с отличием получил в королевской классической гимназии в Хелмне в 1890 году.
Болеслав Доманский закончил Духовную Семинарию в Пельплине, рукоположение в субдиаконы получил в 1893 году, а в 1895 году был рукоположён в священники. В 1894—1897 годах обучался в Прусской Королевской Теологической и Философской Академии в Мюнстере, где в 1897 г. защитил multa cum laude («с большим почётом») докторскую диссертацию по философии «Die Lehre des Nemesius über das Wesen der Seele» («Наука Немезия о сущности души»).
Первым опытом священнического служения был приход в Любаве, где он занимал должность викария. С 1899 года он занимался педагогической деятельностью в духовной семинарии в Пельплине. После короткого пастырского служения в Злотуве он в 1903 году Болеслав Доманский был назначен настоятелем в соседнем приходе Закшево, где проживало в то время около 4100 жителей. Болеслав Доманский уже был известен своими антигерманскими взглядами, и поэтому его кандидатура на настоятеля беспокоила прусские власти, согласие которых было необходимо для назначения.
В период с 1918 года по 1920 год Болеслав Доманский вместе с группой активистов был вовлечён в борьбу за присоединение злотувской земли к Польской Республике. Когда это не удалось, он протестовал против предлагаемого польским правительством массовой реэмиграции поляков за пределами новообразованной Второй Республики. Он не согласился с предложением перевести его в Торунь, на более высокую церковную должность. В 1928 году он заставил немецкие власти принять «Закон для регулирования образования польского меньшинства в Пруссии».
В 1929 Болеслав Доманский был избран покровителем наблюдательного совета Союза Польских Кооперативов в Германии и с тех пор его стали называть «отцом покровителем». Четыре года спустя он стал президентом берлинского акционерного общества «Славянский Банк». Оба эти учреждения обеспечивали экономическую независимость поляков, живущих в Германии. Прозвище «отец покровитель» вскоре стало иметь более широкое значение среди поляков в Германии. С этим прозвищем Болеслав Доманский был в 1931 году избран президентом Союза поляков в Германии. Этот пост он занимал до самой смерти.

### I Съезд Союза поляков в Германии в 1938 г.
Венцом деятельности отца Доманского был организованный в Берлине 6 марта 1938 I Съезд Союза Поляков в Германии, который состоялся в Theater des Volkes. Причины, по которым гитлеровские власти разрешили организацию и позволили проведение польского массового патриотического мероприятия в Третьем рейхе, не совсем ясны. На Съезд прибыло около 5000 участников. Болеслав Доманский представил знаменитые «Пять истин поляков», которые вызвали широкий резонанс в Польше:
1. «Мы поляки»
2. «Вера наших предков — верой наших детей»
3. «Поляк поляку брат!»
4. «Каждый день поляк служит своему народу»
5. «Польша — наша мать — нельзя плохо говорить о матери!».
Год спустя после проведения Съезда, Болеслав Доманский заболел и весной 1939 года умер в Берлине. Несколькими днями позднее его похоронили в Закшеве.
Заупокойное богослужение и похороны были последними массовыми манифестациями поляков в Германии перед началом Второй мировой войны.

## Награды
- Распоряжением от 25 апреля 1939 г. № BP-9693/39 был посмертно награждён Золотой Академической Лавровой Ветвью за «распространение любви к польской литературе и пропаганду чтения среди польской нации в Германии»[3][4].